# Баринго (округ)
Баринго — административный округ в бывшей кенийской провинции Рифт-Валли. Его столица и наибольший город — Кабарнет. Население округа — 666 763 человек. Площадь округа — 11 075,3 квадратных километров. Округ назван в честь одноимённого озера.